# Американские ужи
Американские ужи (лат. Nerodia) — род змей из семейства ужеобразных.

## Внешний вид и строение
Общая длина этих змей до 1,2—1,5 м. Некоторые особи достигают 1,8—1,9 м. Самки обычно несколько крупнее самцов. Туловище массивное, толстое. По внешнему виду очень схожи с ядовитыми змеями рода щитомордник. Отличаются от них 2 строками чешуек на брюшной стороне хвоста, круглым зрачком и отсутствием небольших ямок под глазами, характерных для щитомордников. Окраска неяркая, преимущественно коричневая, тёмно-серая или оливковая с тёмными пятнами или поперечными полосами на туловище. Чешуя на спине с четко выраженными килями.

## Образ жизни
Любят околоводные биотопы, большую часть жизни проводят в воде. Почти все предпочитают стоячие или обладающие медленным течением пресные водоёмы, но встречается и в солоноватых водах эстуариев и морских заливов. Днём очень любят греться на солнце на ветвях деревьев или кустов, свисающих над водой, откуда при малейшей опасности падают в воду. Питаются рыбой, амфибиями, при случае они не гнушаются и грызунами.
Это яйцеживородящие змеи. Спаривание происходит весной. В августе-сентябре самка рождает до 90 детенышей.

## Распространение
Встречаются в Канаде, США, Мексике и на Кубе.

## Виды
- Nerodia clarkii
- Американский уж-циклоп (Nerodia cyclopion)[1]
- Краснобрюхий уж (Nerodia erythrogaster)[1]
- Полосатый уж (Nerodia fasciata)[1]
- Nerodia floridana
- Американский уж Хартера (Nerodia harteri)[1]
- Nerodia paucimaculata
- Американский ромбический уж (Nerodia rhombifer)[1]
- Северный американский уж (Nerodia sipedon)[1]
- Коричневый американский уж (Nerodia taxispilota)[1]